# Cas instrumental
El cas instrumental (també anomenat el vuitè cas) és un cas gramatical emprat per indicar que un nom és l'instrument amb el qual el subjecte duu a terme l'acció. El nom pot ser tant un objecte físic com un concepte abstracte.
Per exemple, en aquesta frase en rus:
Я написал письмо пером. (translit.: ya napisal pis'mo perom)
la flexió del nom indica el seu paper instrumental. El nominatiu перо canvia la seva terminació esdevenint пером. En català, idioma en el qual no existeix un cas instrumental, s'expressa el mateix significat utilitzant sintagmes adverbials com amb, mitjançant o fent servir, entre d'altres, que venen seguits per l'instrument en si.:
Vaig escriure la carta amb un bolígraf.
Vaig escriure la carta mitjançant un bolígraf.
Vaig escriure la carta fent servir un bolígraf.
El cas instrumental apareix en anglès antic, antic Saxó, georgià, èuscar, sànscrit, i les llengües balto-eslaves. Un cas instrumental/comitatiu, present en el turc i en altres llengües altaiques, així com en tàmil. En algunes llengües es fan servir altres casos per expressar el mateix, com el cas adessiu o locatiu en les llengües uràliques o el cas comitatiu en estonià.
Per exemple, en finès kirjoitan kynällä no vol dir "Escric en un bolígraf", sinó Escric amb un boli, encara que s'estigui emprant l'adessiu -llä. En les llengües Ob-úgriques, el cas instrumental també pot indicar agents amb verbs de naturalesa ergativa.
Aquest cas es fa servir molt en rus, llengua en la qual se l'anomena творительный падеж (tvoritelni padezh). Encara que hi ha algunes excepcions, l'instrumental en rus s'indica amb -ом ("-om"), sufix emprat per la majoria de noms masculins i neutres, -oй ("-oy") sufix emprat per la majoria de noms femenins i -ами ("-ami") emprada pel plural en tots els gèneres.
Tanmateix, en rus, igual que en moltes llengües eslaves el cas instrumental també es pot fer servir per denotar:
- el temps en el qual ocorre una acció ("durant"). Per exemple, en la frase "я работаю утром" (ia rabotaiu utrom), que significa "treballo durant el dia," la paraula утро (transl. utro, "dia, matí") en el seu cas instrumental denota el temps en el qual l'acció (en aquest cas "treballar") succeeix ("durant el dia").

- un canvi d'estat. Per exemple a "сегодня я стал американским гражданином" (sevodnya ia stal amerikanskim grazhdaninom), que vol dir "Avui he esdevingut ciutadà americà" la paraula гражданин (grazhdanin, "ciutadà") és usada per denotar probablement el pas d'immigrant a ciutadà. també s'utilitza en altres casos, per exemple, quan hom emmalalteix (pas de sa a malalt)....

- per emfasitzar un atribut o professió, equivalent al català com a, a l'anglès as o a l'alemany als.

Per exemple, "Я работаю переводчиком" (Ia rabotaiu perevodtxikom) vol dir "Treballo com a traductor".

Encara que el cas instrumental no existeix en moltes llengües, s'empren altres casos pel mateix ús.
En grec clàssic, s'empra el cas datiu, com podem observar en la frase "με κτείνει δόλῳ","o" "me ktenei dolôi" (extret de L'Odissea), que vol dir "Ell em mata amb un esquer". Aquí,"δόλῳ" el datiu de "δόλος" ("dolos" - un esquer) és utilitzat com a cas instrumental. En llatí s'empra el cas ablatiu, com a oculīs vidēre, "veure amb els ulls".

## Instrumental en hongarès
L'instrumental en hongarès serveix principalment per l'anteriorment explicat (què s'empra per fer quelcom) 
Té un paper important en la forma -(t)at- dels verbs, això és, la forma d'un verb que indica que el subjecte va causar a algú altre l'acció del verb.

## Instrumental en Txec
En txec té el mateix ús que hem estat repetint durant tot l'article. Per exemple:
1. Píšu perem (Verb Psát = Escriure, Píšu = escric. Pero = Boli, Perem = amb un boli)
2. Jedu do Školy autobusem (Jet = Anar, Jedu = Vaig. Škola = Escola, do Školy = a l'escola (cas genitiu), Autobus = Autbus, Autobusem = mitjançant l'autobús) 

## Instrumental en Armeni
L'instrumental en armeni es denota per -ով (-ov) sufix que indica que una acció és feta per o amb un agent.
- մատիտ (matit, llapis) → մատիտով (matitov, amb un llapis)
  - մատիտով գրի (matitov gri) Escriure amb un llapis.

En veu passiva aquest cas és reemplaçat pel cas ablatiu.

## Instrumental en Sànscrit
L'instrumental en sànscrit pot tenir diversos significats:
- Pot indicar l'instrument:

रामो लेखन्या लिखति
lekhanyā likhati.
"En Rāma escriu amb un boli".
- Pot indicar que algú o alguna cosa acompanya l'acció. En aquest cas, el sentit d'"acompanyament" és indicat per postposicions com सह saha ("amb") :

दासेन सह देवदत्तोऽगच्छत्
Dāsena saha devadatto'gacchat.
"En Devadatta anava acompanyat pel servent".
- Pot indicar l'agent del verb passiu:

देवदत्तेन यवं खाद्यते
Devadattena yavaṁ khādyate.
"Ordi és menjat pel Devadatta".
- Pot indicarla causa, raó o circumstància d'una acció:

दुःखेन ग्रामम् अत्यजत्
duḥkhena grāmam atyajat.
"ell va abandonar el poble per la misèria".
- És emprat amb la preposició विना vinā ("sense"):

जलेन विना पद्मं नश्यति
jalena vinā padmaṁ naśyati.
"Un lotus,sense aigua, mor".
- Pot ésser utilitzat també amb les partícules अलम् alam i कृतम् kṛtam, que volen dir "prou", "suficient"..

कृतं कोलाहलेन
kṛtaṁ kolāhalena.
"Ja n'hi ha prou d'aquest soroll!".